# Tétraèdre équifacial
En géométrie, un tétraèdre équifacial, ou disphénoïde (du grec sphenoeides, « en forme de coin »), est un tétraèdre (non plan) dont les quatre faces sont des  triangles isométriques. Une condition équivalente est que les arêtes opposées soient de même longueur.
Il a été signalé dans les Annales de Gergonne dès 1810, puis beaucoup étudié par les géomètres des XIXe et XXe siècles.
Le tétraèdre régulier est équifacial mais un tétraèdre équifacial peut avoir des arêtes de trois longueurs différentes.

## Propriétés
Le tétraèdre équifacial est invariant par les trois demi-tours d'axes les bimédianes (joignant les milieux de deux arêtes opposées), qui sont aussi les bihauteurs (perpendiculaires communes à deux arêtes opposées) , et concourent en un point O. Ce point est donc à la fois centre de la sphère circonscrite et de la sphère inscrite, et centre de gravité des quatre sommets du tétraèdre.

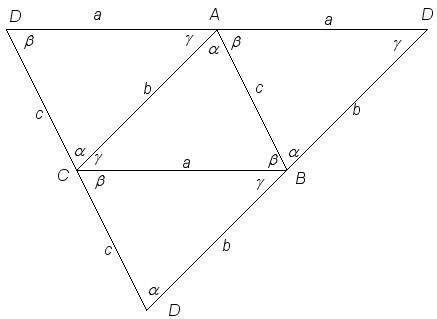
Patron du tétraèdre équifacial.

Tous ses angles solides et les figures de sommet sont identiques, et la somme des mesures en degrés des angles des faces arrivant à chaque sommet est égale à 180°.
Les longueurs des six arêtes d'un tétraèdre équifacial {\displaystyle ABCD} ont trois valeurs {\displaystyle a=BC=AD,b=AC=BD,c=AB=CD}, et les angles des faces, trois valeurs {\displaystyle \alpha ,\beta ,\gamma }, angles en {\displaystyle A,B,C} de la face {\displaystyle ABC}.
D'après l'inégalité triangulaire sur les angles arrivant à un même sommet, {\displaystyle \alpha <\beta +\gamma =\pi -\alpha }, donc {\displaystyle \alpha <\pi /2} :  les angles des faces sont strictement aigus ,.

Son parallélépipède circonscrit {\displaystyle ABCDA'B'C'D'}(dont les trois paires de faces parallèles sont incluses dans les paires de plans parallèles contenant deux arêtes opposées - voir ci-contre) est rectangle.

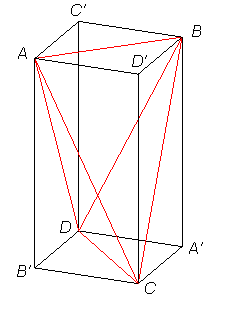
Un tétraèdre ABCD et son parallélépipède circonscrit. a pour coordonnées barycentriques dans, et ainsi de suite.

Le carré de la longueur du côté {\displaystyle [AB']} de ce parallélépipède, longueur qui est aussi celle de la bimédiane joignant {\displaystyle [AB]} à {\displaystyle [CD]} dans le tétraèdre, est {\displaystyle {\tfrac {1}{2}}(a^{2}+b^{2}-c^{2})=ab\cos \gamma >0} ; on obtient les autres par permutations . Ceci confirme que les angles sont aigus.
L'un des deux patrons du tétraèdre équifacial est un triangle aigu d'angles {\displaystyle \alpha ,\beta ,\gamma } et de longueurs de côtés {\displaystyle 2a,2b,2c}, divisé en quatre triangles semblables par des segments reliant les milieux des côtés.

## Caractérisations
Un tétraèdre (non plan) est équifacial si et seulement si ,:
- les faces sont semblables
- les faces sont isométriques
- les faces ont le même périmètre
- les faces ont la même aire [2],[5],[3]
- les arêtes opposées sont de même longueur
- son parallélépipède circonscrit est rectangle[3]
- Les bimédianes sont perpendiculaires aux arêtes qu'elles relient[3]
- les perpendiculaires communes à deux arêtes opposées sont deux à deux perpendiculaires
- le centre de la sphère circonscrite et le centre de gravité des sommets coïncident
- le centre de la sphère circonscrite et celui de la sphère inscrite coïncident
- les défauts angulaires des quatre sommets ({\displaystyle 2\pi } moins la somme des mesures des angles des faces adjacentes) sont égaux à {\displaystyle \pi }.

Un tétraèdre dont les bihauteurs sont concourantes est équifacial, orthocentrique ou formé d'un losange gauche et de ses diagonales  ,,.
Les tétraèdres équifaciaux sont les seuls polyèdres ayant une infinité de géodésiques fermées non auto-sécantes, et toutes les géodésiques fermées sont non auto-sécantes .

## Formules métriques
La sphère circonscrite a pour rayon:
{\displaystyle R={\sqrt {\frac {a^{2}+b^{2}+c^{2}}{8}}}}
La sphère inscrite a pour rayon: 
{\displaystyle r^{2}=R^{2}-R'^{2}} avec {\displaystyle R'={\frac {abc}{4S}}}
où {\displaystyle R'} est le rayon des cercles circonscrits aux faces et  {\displaystyle S={\frac {1}{4}}{\sqrt {(a^{2}+b^{2}+c^{2})^{2}-2(a^{4}+b^{4}+c^{4})}}} l'aire de n'importe quelle face, donnée par la formule de Héron. 
La longueur commune des quatre hauteurs est égale à {\displaystyle 4r} . 
Le volume d'un tétraèdre équifacial d'arêtes opposées de longueurs a, b, c est donné par 
{\displaystyle V={\frac {4rS}{3}}={\frac {1}{3}}{\sqrt {\frac {(a^{2}+b^{2}-c^{2})(a^{2}-b^{2}+c^{2})(-a^{2}+b^{2}+c^{2})}{8}}}={\frac {1}{3}}abc{\sqrt {\cos \alpha \cos \beta \cos \gamma }}.}
On en déduit la relation intéressante suivante reliant le volume et le rayon de la sphère circonscrite : 
{\displaystyle \displaystyle 16S^{2}R^{2}=a^{2}b^{2}c^{2}+9V^{2}.}